# Tào Côn
Tào Côn (tiếng Trung: 曹錕; 1862 – 1938), tự Trọng San (仲珊), là một chính khách quân phiệt, lãnh tụ phe Trực Lệ (Trực hệ quân phiệt, phe Hà Bắc) trong quân Bắc Dương và ủy viên quản trị của Đại học Cơ Đốc giáo Bắc Kinh.

## Thời trẻ và vươn lên quyền lực
Tào sinh ra trong một gia đình nghèo tại Thiên Tân. Trong Chiến tranh Thanh-Nhật năm 1894, ông gia nhập quân đội, tham chiến tại Triều Tiên. Sau chiến tranh, ông gia nhập phe Viên Thế Khải, tham gia huấn luyện Tân quân (về sau trở thành quân Bắc Dương). Được Viên chú ý, Tào thăng tiến rất nhanh.
Ông lên cấp tướng trong quân Bắc Dương và lãnh đạo phe Trực Lệ sau khi Phùng Quốc Chương chết. Trong cuộc bầu cử năm 1918, ông được Đoàn Kỳ Thụy hứa cho chức Phó tổng thống nhưng sau khi Quốc hội bị giải tán, chức này vẫn bị bỏ trống. Ông tức giận vì bị Đoàn phản bội, nên tiến đánh cho ông ta đại bại vào năm 1920. Sau đó ông ép cả Từ Thế Xương và Lê Nguyên Hồng từ chức để bản thân lên làm Tổng thống Trung Hoa Dân Quốc (tại Bắc Kinh) từ ngày 10 tháng 10 năm 1923 – 2 tháng 11 năm 1924.
Tào có quan hệ thân thích với viên tướng Hồi giáo Mã Phúc Tường tại Tân Cương.

## "Tổng thống hối lộ"
Tào Côn giành được ngôi Tổng thống bằng cách trắng trợn hối lộ 5000 đồng bạc cho mỗi một nghị viên Quốc hội bỏ phiếu cho ông. Việc này dẫn đến tranh cãi trong Chính phủ Bắc Dương và quốc hội, lúc này chỉ còn trên danh nghĩa chứ thậm chí không có quyền lực tổ chức bầu cử. Tất cả các phe phái đều quay sang chống lại ông, ngay cả trong phe Trực Lệ cũng có người phản đối ông. Quan hệ của ông với Ngô Bội Phu xấu đi, và có tin đồn về sự phân liệt trong phe Trực Lệ, dù họ vẫn thống nhất lại trong cuộc chiến tranh với phe Phụng Thiên (Phụng hệ quân phiệt, phe Liêu Ninh).
Một trong những động thái đầu tiên của ông trên cương vị tổng thống là ban hành Hiến pháp 1923. Dù được soạn thảo vội vã bởi một quốc hội bù nhìn, nó được xem là bản hiến pháp dân chủ và tiến bộ nhất, nhưng cũng như những văn bản trước, bị bỏ qua hoàn toàn.
Trong lúc cuộc chiến với Trương Tác Lâm đang diễn ra, vào tháng 10 năm 1924, Tào bị Phùng Ngọc Tường phản bội và giam cầm trong Chính biến Bắc Kinh. Phùng chiếm Bắc Kinh và buộc Tào từ chức. Em trai ông, Tào Duệ, tự sát trong khi bị giam lỏng tại nhà. Hai năm sau, ông được phóng thích như một động thái hòa giải của Phùng với Ngô Bội Phu.
Tào mất tại nhà ở Thiên Tân vào tháng 5 năm 1938. Ông được chính phủ Trung Hoa Dân quốc truy phong quân hàm Đại tướng.